# Santiago Buitrago
Santiago Buitrago (n. 26 septembrie 1999, Bogotá, Columbia) este un ciclist profesionist columbian, care concurează în prezent pentru echipa Team Bahrain Victorious.

## Rezultate în Marile Tururi

### Turul Italiei
2 participări
- 2022: câștigător al etapei a 17-a, locul 12
- 2023: câștigător al etapei a 19-a, locul 13

### Turul Spaniei
2 participări
- 2020: locul 53
- 2022: nu a terminat competiția